# Ržišče
Ržišče (pronuncia [əɾˈʒiːʃtʃɛ]) è un insediamento (naselje) di 21 abitanti, della municipalità di Kostanjevica na Krki nella regione statistica della Oltresava Inferiore in Slovenia.
L'area faceva tradizionalmente parte della regione storica della Bassa Carniola, ora invece è inglobata nella regione della Oltresava Inferiore.